# Joeri Oesatsjov

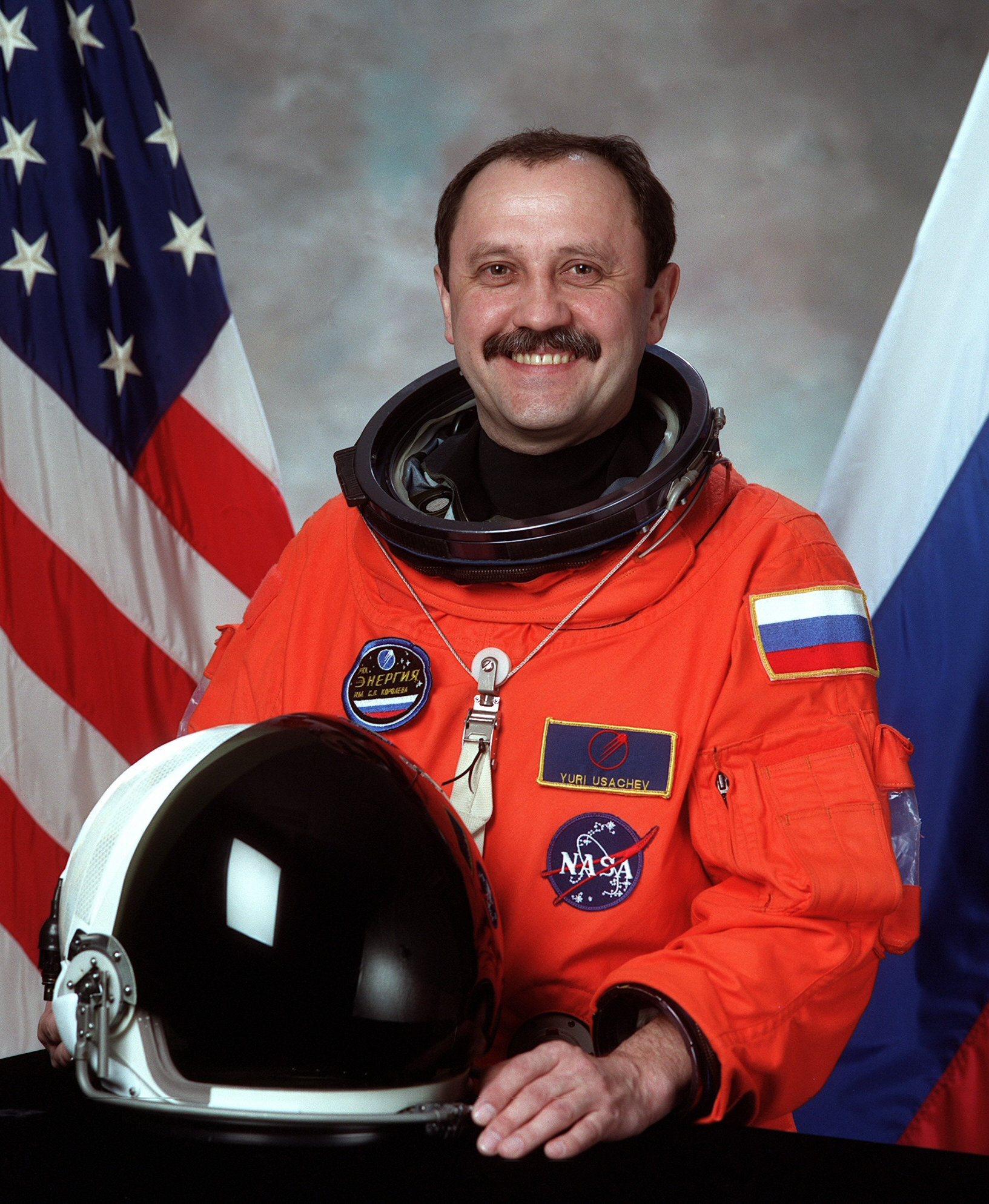
Joeri Oesatsjov

Joeri Vladimirovitsj Oesatsjov (Russisch: Юрий Владимирович Усачёв) (Donetsk on Oblast Rostov, Rusland), 9 oktober 1957) is een Russische kosmonaut.
Hij is afgestudeerd aan het Luchtvaartinstituut van Moskou en werd geselecteerd als kosmonaut op 25 januari 1989.
Oesatsjov verbleef, met de Sojoez TM-18 in 1994, de Sojoez TM-23 in 1996, de STS-101 in 2000 en de STS-102/STS-105 in 2001, totaal 552 dagen 6 uur en 41 minuten in de ruimte.